# Australian Professional Championship 1965
Die Australian Professional Championship 1965 war ein professionelles Snookerturnier zur Ermittlung des australischen Profimeisters, das im Sommer 1965 stattfand. Das als Jeder-gegen-jeden-Turnier ausgetragene Event gewann Eddie Charlton vor Warren Simpson und Norman Squire. Charltons 102er-Break war zudem das einzige Century Break und damit auch das höchste Break des Turnieres.

## Das Turnier
An der vierten Ausgabe des Turnieres nahmen alle bisherigen Sieger teil, der Sieger dieser Ausgabe sollte also automatisch Rekordsieger werden. Das Turnier wurde als Jeder-gegen-jeden-Turnier ausgerichtet. Die Ergebnisse sind nicht vollständig, die Datenbank CueTracker führt aber Eddie Charlton als Sieger.
| Pos. | Spieler        | Partien | S | N | Frames | Diff. |
| ---- | -------------- | ------- | - | - | ------ | ----- |
| 1    | Eddie Charlton | 1       | 1 | 0 | 4:2    | +2    |
| 2    | Warren Simpson | 2       | 1 | 1 | 5:6    | −1    |
| 3    | Norman Squire  | 1       | 0 | 1 | 2:3    | −1    |

| Spiel | Spieler 1      | Ergebnis | Spieler 2      |
| ----- | -------------- | -------- | -------------- |
| 1     | Eddie Charlton | 24:24    | Warren Simpson |
| 2     | Eddie Charlton | –:–      | Norman Squire  |
| 3     | Warren Simpson | 23:23    | Norman Squire  |